# 비삽
비삽(比歃, ?~?)은 신라의 관리이다.

## 생애
660년, 고구려가 칠중성을 공격하자 20여일 간 신라군은 저항했다. 이에 고구려군은 철중성을 포기하고 퇴각하려고 했지만 그는 고구려군에 몰래 사람을 보내 성안에 양식이 다하고 힘이 궁하니 공격하면 반드시 항복할 것이라고 전해 철군하려던 고구려군이 다시 칠중성을 공격했다. 이때 그는 이 사실을 알게 된 현령 필부에 의해 살해당하게 되었다.